# Brennan Johnson
Brennan Price Johnson (Nottingham, 23 maggio 2001) è un calciatore gallese, attaccante del Tottenham e della nazionale gallese.

## Caratteristiche tecniche
È un centrocampista offensivo che può svariare su tutto il fronte dell'attacco,durante la sua carriera ha ricoperto sia il ruolo di esterno destro e sinistro ma all'occorrenza anche il ruolo di prima punta. Le sue migliori qualità sono il dribbling,velocità e il tiro in porta.

## Carriera

### Club

#### Gli inizi
Cresciuto nel settore giovanile del Nottingham Forest, ha esordito in prima squadra il 3 agosto 2019 disputando l'incontro di Football League Championship perso 2-1 contro il West Bromwich, rimpiazzando all'88' Alfa Semedo. Il 23 settembre seguente sigla il suo primo contratto professionistico con il club.
Prestito al Lincoln City e rientro al Nottingham
Il 25 settembre 2020 viene ceduto in prestito al Lincoln City dove in League One segna 13 goal e serve 14 assist in 49 partite trascinando il club inglese fino alla finale play-off per la promozione,persa contro il Blackpool per 2-1 .
La stagione successiva 2021-2022 rientra al Nottingham Forest dove resta come titolare per le successive due stagioni. Diventa subito decisivo segnando 19 goal in Championship e trascinando i suoi alla vittoria ai play-off contro l'Huddersfield per 1-0,il Nottingham torna in Premier League dopo 23 anni.
Nella stagione 2022-2023 conferma numeri positivi in zona goal giocando 38 gare in Premier League,segna 8 reti e contribuisce alla salvezza del Nottingham Forest che chiude il campionato al 16' posto.

#### Tottenham
Il 1º settembre 2023 viene ceduto per 55 milioni di euro al Tottenham, con cui sottoscrive un contratto di cinque anni. Il 10 febbraio 2024 segna il goal decisivo nella vittoria per 2-1 contro il Brighton nei minuti di recupero. Conclude la prima stagione con la maglia degli spurs con 5 reti e 10 assist in Premier League. Il 21 maggio 2025 nella finale dell'UEFA Europa League 2024-2025 allo Stadio di San Mamés di Bilbao, contro i connazionali del Manchester United, segna il gol decisivo che consente agli Spurs di vincere un trofeo continentale dopo 41 anni.

### Nazionale
Dopo avere rappresentato le selezioni giovanili gallesi, nel 2020 è stato convocato dalla nazionale maggiore per disputare gli incontri di UEFA Nations League in programma il 3 ed il 6 settembre rispettivamente contro Finlandia e Bulgaria, senza però scendere in campo. Il 12 novembre 2020 ha debuttato entrando in campo nel secondo tempo dell'amichevole contro gli Stati Uniti.
L'11 giugno 2022 realizza il suo primo gol per i dragoni nel pareggio per 1-1 contro il Belgio in Nations League.

## Statistiche

### Presenze e reti nei club
Statistiche aggiornate al 21 maggio 2025.
| Stagione                 | Squadra                  | Campionato               | Campionato | Campionato | Coppe nazionali | Coppe nazionali | Coppe nazionali | Coppe continentali | Coppe continentali | Coppe continentali | Altre coppe | Altre coppe | Altre coppe | Totale | Totale | Totale |
| Stagione                 | Squadra                  | Comp                     | Pres       | Reti       | Comp            | Pres            | Reti            | Comp               | Pres               | Reti               | Comp        | Pres        | Reti        | Pres   | Reti   |        |
| ------------------------ | ------------------------ | ------------------------ | ---------- | ---------- | --------------- | --------------- | --------------- | ------------------ | ------------------ | ------------------ | ----------- | ----------- | ----------- | ------ | ------ | ------ |
| 2019-2020                | Nottingham Forest        | FLC                      | 4          | 0          | FACup+CdL       | 1+3             | 0               | -                  | -                  | -                  | -           | -           | -           | 8      | 0      |        |
| 2020-2021                | Lincoln City             | FL1                      | 40+3       | 10+1       | FACup+CdL       | 2+0             | 1+0             | -                  | -                  | -                  | FLT         | 4           | 1           | 49     | 13     |        |
| 2021-2022                | Nottingham Forest        | FLC                      | 46+3       | 16+2       | FACup+CdL       | 4+0             | 1+0             | -                  | -                  | -                  | -           | -           | -           | 53     | 19     |        |
| 2022-2023                | Nottingham Forest        | PL                       | 38         | 8          | FACup+CdL       | 1+5             | 0+2             | -                  | -                  | -                  | -           | -           | -           | 44     | 10     |        |
| ago. 2023                | Nottingham Forest        | PL                       | 3          | 0          | FACup+CdL       | 0+1             | 0               | -                  | -                  | -                  | -           | -           | -           | 4      | 0      |        |
| Totale Nottingham Forest | Totale Nottingham Forest | Totale Nottingham Forest | 91+3       | 24+2       |                 | 15              | 3               |                    | -                  | -                  |             | -           | -           | 109    | 29     |        |
| 2023-2024                | Tottenham                | PL                       | 32         | 5          | FACup+CdL       | 2+0             | 0               | -                  | -                  | -                  | -           | -           | -           | 34     | 5      |        |
| 2024-2025                | Tottenham                | PL                       | 32         | 11         | FACup+CdL       | 1+4             | 1+1             | UEL                | 13                 | 5                  | -           | -           | -           | 50     | 18     |        |
| Totale Tottenham         | Totale Tottenham         | Totale Tottenham         | 64         | 16         |                 | 7               | 2               |                    | 13                 | 5                  |             | -           | -           | 84     | 23     |        |
| Totale carriera          | Totale carriera          | Totale carriera          | 201        | 53         |                 | 24              | 6               |                    | 13                 | 5                  |             | 4           | 1           | 242    | 65     |        |

### Cronologia presenze e reti in nazionale
| Cronologia completa delle presenze e delle reti in nazionale ― Galles | Cronologia completa delle presenze e delle reti in nazionale ― Galles | Cronologia completa delle presenze e delle reti in nazionale ― Galles | Cronologia completa delle presenze e delle reti in nazionale ― Galles | Cronologia completa delle presenze e delle reti in nazionale ― Galles | Cronologia completa delle presenze e delle reti in nazionale ― Galles | Cronologia completa delle presenze e delle reti in nazionale ― Galles | Cronologia completa delle presenze e delle reti in nazionale ― Galles |
| Data                                                                  | Città                                                                 | In casa                                                               | Risultato                                                             | Ospiti                                                                | Competizione                                                          | Reti                                                                  | Note                                                                  |
| --------------------------------------------------------------------- | --------------------------------------------------------------------- | --------------------------------------------------------------------- | --------------------------------------------------------------------- | --------------------------------------------------------------------- | --------------------------------------------------------------------- | --------------------------------------------------------------------- | --------------------------------------------------------------------- |
| 12-11-2020                                                            | Cardiff                                                               | Galles                                                                | 0 – 0                                                                 | Stati Uniti                                                           | Amichevole                                                            | -                                                                     | 62’                                                                   |
| 27-3-2021                                                             | Cardiff                                                               | Galles                                                                | 1 – 0                                                                 | Messico                                                               | Amichevole                                                            | -                                                                     | 65’                                                                   |
| 1-9-2021                                                              | Helsinki                                                              | Finlandia                                                             | 0 – 0                                                                 | Galles                                                                | Amichevole                                                            | -                                                                     | 63’                                                                   |
| 5-9-2021                                                              | Kazan'                                                                | Bielorussia                                                           | 2 – 3                                                                 | Galles                                                                | Qual. Mondiali 2022                                                   | -                                                                     | 63’                                                                   |
| 11-10-2021                                                            | Tallinn                                                               | Estonia                                                               | 0 – 1                                                                 | Galles                                                                | Qual. Mondiali 2022                                                   | -                                                                     | 83’                                                                   |
| 13-11-2021                                                            | Cardiff                                                               | Galles                                                                | 5 – 1                                                                 | Bielorussia                                                           | Qual. Mondiali 2022                                                   | -                                                                     | 46’                                                                   |
| 16-11-2021                                                            | Cardiff                                                               | Galles                                                                | 1 – 1                                                                 | Belgio                                                                | Qual. Mondiali 2022                                                   | -                                                                     | 90+2’                                                                 |
| 24-3-2022                                                             | Cardiff                                                               | Galles                                                                | 2 – 1                                                                 | Austria                                                               | Qual. Mondiali 2022                                                   | -                                                                     | 88’                                                                   |
| 29-3-2022                                                             | Cardiff                                                               | Galles                                                                | 1 – 1                                                                 | Rep. Ceca                                                             | Amichevole                                                            | -                                                                     | 81’                                                                   |
| 5-6-2022                                                              | Cardiff                                                               | Galles                                                                | 1 – 0                                                                 | Ucraina                                                               | Qual. Mondiali 2022                                                   | -                                                                     | 71’                                                                   |
| 8-6-2022                                                              | Cardiff                                                               | Galles                                                                | 1 – 2                                                                 | Paesi Bassi                                                           | UEFA Nations League 2022-2023 - 1º turno                              | -                                                                     | 77’                                                                   |
| 11-6-2022                                                             | Cardiff                                                               | Galles                                                                | 1 – 1                                                                 | Belgio                                                                | UEFA Nations League 2022-2023 - 1º turno                              | 1                                                                     | 73’                                                                   |
| 14-6-2022                                                             | Rotterdam                                                             | Paesi Bassi                                                           | 3 – 2                                                                 | Galles                                                                | UEFA Nations League 2022-2023 - 1º turno                              | 1                                                                     |                                                                       |
| 22-9-2022                                                             | Bruxelles                                                             | Belgio                                                                | 2 – 1                                                                 | Galles                                                                | UEFA Nations League 2022-2023 - 1º turno                              | -                                                                     |                                                                       |
| 25-9-2022                                                             | Cardiff                                                               | Galles                                                                | 0 – 1                                                                 | Polonia                                                               | UEFA Nations League 2022-2023 - 1º turno                              | -                                                                     | 90+3’                                                                 |
| 21-11-2022                                                            | Al Rayyan                                                             | Stati Uniti                                                           | 1 – 1                                                                 | Galles                                                                | Mondiali 2022 - 1º turno                                              | -                                                                     | 79’                                                                   |
| 25-11-2022                                                            | Al Rayyan                                                             | Galles                                                                | 0 – 2                                                                 | Iran                                                                  | Mondiali 2022 - 1º turno                                              | -                                                                     | 57’                                                                   |
| 29-11-2022                                                            | Al Rayyan                                                             | Galles                                                                | 0 – 3                                                                 | Inghilterra                                                           | Mondiali 2022 - 1º turno                                              | -                                                                     | 46’                                                                   |
| 16-6-2023                                                             | Cardiff                                                               | Galles                                                                | 2 – 4                                                                 | Armenia                                                               | Qual. Euro 2024                                                       | -                                                                     | 71’                                                                   |
| 19-6-2023                                                             | Samsun                                                                | Turchia                                                               | 2 – 0                                                                 | Galles                                                                | Qual. Euro 2024                                                       | -                                                                     | 46’                                                                   |
| 7-9-2023                                                              | Cardiff                                                               | Galles                                                                | 0 – 0                                                                 | Corea del Sud                                                         | Amichevole                                                            | -                                                                     | 46’                                                                   |
| 11-9-2023                                                             | Riga                                                                  | Lettonia                                                              | 0 – 2                                                                 | Galles                                                                | Qual. Euro 2024                                                       | -                                                                     | 87’                                                                   |
| 18-11-2023                                                            | Erevan                                                                | Armenia                                                               | 1 – 1                                                                 | Galles                                                                | Qual. Euro 2024                                                       | -                                                                     | 50’                                                                   |
| 21-11-2023                                                            | Cardiff                                                               | Galles                                                                | 1 – 1                                                                 | Turchia                                                               | Qual. Euro 2024                                                       | -                                                                     | 22’                                                                   |
| 21-3-2024                                                             | Cardiff                                                               | Galles                                                                | 4 – 1                                                                 | Finlandia                                                             | Qual. Euro 2024                                                       | 1                                                                     | 73’                                                                   |
| 26-3-2024                                                             | Cardiff                                                               | Galles                                                                | 0 – 0 dts (4 – 5 dtr)                                                 | Polonia                                                               | Qual. Euro 2024                                                       | -                                                                     | 70’                                                                   |
| 6-6-2024                                                              | Faro                                                                  | Gibilterra                                                            | 0 – 0                                                                 | Galles                                                                | Amichevole                                                            | -                                                                     | 60’                                                                   |
| 9-6-2024                                                              | Trnava                                                                | Slovacchia                                                            | 4 – 0                                                                 | Galles                                                                | Amichevole                                                            | -                                                                     | 62’                                                                   |
| 6-9-2024                                                              | Cardiff                                                               | Galles                                                                | 0 – 0                                                                 | Turchia                                                               | UEFA Nations League 2024-2025 - 1º turno                              | -                                                                     | 29’                                                                   |
| 9-9-2024                                                              | Nikšić                                                                | Montenegro                                                            | 1 – 2                                                                 | Galles                                                                | UEFA Nations League 2024-2025 - 1º turno                              | -                                                                     | 43’                                                                   |
| 11-10-2024                                                            | Reykjavík                                                             | Islanda                                                               | 2 – 2                                                                 | Galles                                                                | UEFA Nations League 2024-2025 - 1º turno                              | 1                                                                     | 32’ 46’                                                               |
| 16-11-2024                                                            | Kayseri                                                               | Turchia                                                               | 0 – 0                                                                 | Galles                                                                | UEFA Nations League 2024-2025 - 1º turno                              | -                                                                     | 9’ 90’                                                                |
| 19-11-2024                                                            | Cardiff                                                               | Galles                                                                | 4 – 1                                                                 | Islanda                                                               | UEFA Nations League 2024-2025 - 1º turno                              | 1                                                                     | 72’ 89’                                                               |
| 22-3-2025                                                             | Cardiff                                                               | Galles                                                                | 3 – 1                                                                 | Kazakistan                                                            | Qual. Mondiali 2026                                                   | -                                                                     | 62’                                                                   |
| 25-3-2025                                                             | Skopje                                                                | Macedonia del Nord                                                    | 1 – 1                                                                 | Galles                                                                | Qual. Mondiali 2026                                                   | -                                                                     | 84’                                                                   |
| 6-6-2025                                                              | Cardiff                                                               | Galles                                                                | 3 – 0                                                                 | Liechtenstein                                                         | Qual. Mondiali 2026                                                   | -                                                                     | 64’                                                                   |
| 9-6-2025                                                              | Bruxelles                                                             | Belgio                                                                | 4 – 3                                                                 | Galles                                                                | Qual. Mondiali 2026                                                   | 1                                                                     |                                                                       |
| Totale                                                                |                                                                       | Presenze                                                              | 37                                                                    |                                                                       | Reti                                                                  | 6                                                                     |                                                                       |

## Palmarès

### Club

#### Competizioni internazionali
- UEFA Europa League: 1

Tottenham Hotspur: 2024-2025